# Cumanayagua
Cumanayagua är en kommunhuvudort i Kuba.   Den ligger i kommunen Municipio de Cumanayagua och provinsen Provincia de Cienfuegos, i den centrala delen av landet, 250 km öster om huvudstaden Havanna. Cumanayagua ligger 56 meter över havet och antalet invånare är 38 687.
Terrängen runt Cumanayagua är platt åt nordväst, men åt sydost är den kuperad. Runt Cumanayagua är det ganska tätbefolkat, med 62 invånare per kvadratkilometer. Det finns inga andra samhällen i närheten. Omgivningarna runt Cumanayagua är en mosaik av jordbruksmark och naturlig växtlighet.